# Die Marx Brothers: Ein Tag beim Rennen
Die Marx Brothers: Ein Tag beim Rennen (Originaltitel: A Day at the Races) ist eine US-amerikanische Filmkomödie aus dem Jahr 1937 und der siebte Spielfilm der Marx Brothers Groucho, Chico und Harpo.

## Handlung
Die junge Judy Standish hat das Standish-Sanatorium geerbt. Ihre einzige Patientin ist die reiche Emily Upjohn, die von deren Arzt Dr. Hugo Z. Hackenbush ins Sanatorium geschickt wurde. Als ihr ein Sanatoriumsarzt mitteilt, dass sie vollkommen gesund sei, will sie erbost abreisen. Um dies zu verhindern, schwindelt Tony, der Fahrer des Sanatoriumsbusses, dass Dr. Hackenbush von der Klinik engagiert sei. Also bleibt Mrs. Upjohn und will Judy sogar finanziell unter die Arme greifen. Dies würde das Sanatorium retten, denn Judy hat Schulden bei dem Unternehmer Morgan, der das Sanatorium übernehmen und in ein Spielcasino umwandeln will. Tony gelingt es, den in Florida lebenden Dr. Hackenbush an die Klinik zu holen.
In der Nähe des Sanatoriums befindet sich eine Pferderennbahn, die Morgan gehört. Judys Freund, der Sänger Gil Stewart, hat sein gesamtes Erspartes in den Kauf des Pferdes Hi-Hat gesteckt. Er versucht auf diese Weise, das Geld für seine Freundin zu beschaffen; allerdings hat er sich von Morgan ein langsames Pferd andrehen lassen.
Dr. Hackenbush wurde inzwischen von Judy zum Leiter des Sanatoriums gemacht. Allerdings weiß sie nicht, dass Dr. Hackenbush eigentlich Tierarzt ist. Er erregt sofort den Verdacht von Mr. Whitmore, dem Geschäftsmanager des Sanatoriums, der mit Morgan unter einer Decke steckt. Dr. Hackenbush kümmert sich nur wenig um den Klinikbetrieb und hat nichts Besseres vor, als auf die Rennbahn zu gehen. Whitmore versucht Hackenbush auf verschiedene Arten als Betrüger auffliegen zu lassen, zunächst erfolglos. Schließlich lässt er einen anderen Arzt kommen, um Mrs. Upjohn zu untersuchen. Hierbei stellt sich die fehlende Expertise von Hackenbush heraus. Zusammen mit Tony und dem Jockey Stuffy gelingt es ihm jedoch, die drei zu verwirren und sich aus dem Staub zu machen.
Hackenbush, Stuffy, Tony und Gil verstecken sich im Pferdestall der Rennbahn. Da Gil für das Futter des Pferdes Schulden beim Sheriff gemacht hat, sucht er Gil und das Pferd. Mithilfe unkonventioneller Methoden gelingt es Judy, Dr. Hackenbush, Tony und Stuffy nur mit einiger Mühe dazu zu bewegen, das Pferd Hi-Hat in das Rennen einzuschleusen. Dort verhilft Morgan dem Pferd ungewollt zum Sieg, da das Pferd Angst vor dessen Stimme hat und umso schneller läuft. Gil gewinnt genug Geld, um das Sanatorium von Flo zu retten, außerdem versöhnen sich Dr. Hackenbush und Emily Upjohn.

## Hintergründe
Der Film enthält zwei klassische Szenen der Marx Brothers:
- Die „Tuttifrutti“-Szene auf der Rennbahn: Dr. Hackenbush möchte wetten und Tony will ihm einen Tipp andrehen. Er überlässt ihm den Tipp für einen Dollar, doch dieser ist verschlüsselt. Nach und nach verkauft Tony Dr. Hackenbush ein Dutzend Codebücher.
- Die Untersuchung von Mrs. Upjohn: Dr. Hackenbush soll zusammen mit Dr. Leopold X. Steinberg Mrs. Upjohn untersuchen. Ihm eilen Tony und Stuffy als Ärzte verkleidet zu Hilfe. Nachdem sie ein großes Chaos verursacht haben, fliehen sie auf einem zufällig durch das Zimmer laufenden Pferd.

Wie schon bei den vorherigen Filmen stammen die komischen Nummern aus dem Vaudeville-Programm der Marx Brothers. Das Drehbuch hingegen wurde von verschiedenen Autoren mehrfach überarbeitet. Die Songs (wie „All God's Chillun Got Rhythm“) schrieben Walter Jurmann, Gus Kahn und Bronisław Kaper.
Während der Dreharbeiten verstarb überraschend der Produzent Irving Thalberg mit gerade mal 36 Jahren. Thalberg hatte die Marx Brothers zu MGM gebracht und ihre Filme begleitet. Sein Tod bedeutete eine Zäsur im filmischen Werk der Marx Brothers.
In Österreich kam der Film im Jahr 1937 unter dem Titel Skandal auf der Rennbahn in den Verleih. Während der Film 1967 im deutschen Fernsehen im Original mit Untertiteln lief, wurde er 1983 im Kino erstmals in einer Synchronfassung gezeigt.
Auf VHS und DVD wurde der Film in Deutschland unter dem Titel Die Marx Brothers: Das große Rennen veröffentlicht.
Die britische Rockband Queen benannte ihr Album A Day at the Races (1976) nach diesem Film.

## Synchronisation
Die deutsche Synchronfassung entstand im Auftrag des ZDF erst 1979.
| Rolle                  | Darsteller         | Synchronsprecher |
| ---------------------- | ------------------ | ---------------- |
| Dr. Hugo Z. Hackenbush | Groucho Marx       | Herbert Stass    |
| Stuffy                 | Harpo Marx         | Arne Elsholtz    |
| Tony                   | Chico Marx         | Gerd Duwner      |
| Judy Standish          | Maureen O’Sullivan | Alexandra Lange  |
| Gil Stewart            | Allan Jones        | Norbert Langer   |
| Emily Upjohn           | Margaret Dumont    | Gudrun Genest    |
| Whitmore               | Leonard Ceeley     | Jürgen Thormann  |
| Flo Marlowe            | Esther Muir        | Ursula Heyer     |

## Kritik
„Turbulente Komödie, die Elemente des Revue-, Musik-, Ärzte- und Burleskfilms verbindet; die Marx Brothers nehmen mit skurrilen und heiter-despektierlichen Späßen gesellschaftliche Konventionen und Tabus aufs Korn, wobei Zugeständnisse an den damaligen Zeitgeschmack der Situationskomik, dem Tempo und der Turbulenz kaum schaden.“

In der verwirrenden Handlung würden die „etlichen Musiknummern“ der „burlesken Komik die Schärfe“ nehmen, schrieb der Fischer Film Almanach 1981.

## Auszeichnungen
Dave Gould war 1939 in der damals noch ausgezeichneten Kategorie Beste Tanzregie für einen Oscar nominiert.
Auf der Liste der „100 lustigsten amerikanischen Filme“ des American Film Institute rangierte der Film im Jahr 2000 auf Platz 59.